# Edith González
Edith González (n. 10 decembrie 1964, Ciudad de México, Mexic – d. 13 iunie 2019, Huixquilucan⁠(d), México, Mexic) a fost o actriță cunoscută pentru rolurile ei din telenovelele mexicane.

## Biografie
Edith González s-a născut la 10 decembrie 1964. Este fiica lui Efrain González, contabil de meserie. Primii pași pe scenă i-au fost ghidați chiar de către tatăl ei. De fapt, copilăria și-a petrecut-o în fața camerelor de filmat. 
Fetița ei, Constanza, s-a născut la 17 august 2004, iar identitatea tatălui a rămas, un timp, necunoscută. Mai târziu s-a aflat că acesta se numește Santiago Creel și este un prieten apropiat al actriței. 
Edith a fost una dintre puținele actrițe care a studiat la Institutul Lee Strasberg din Los Angeles și la Universitatea Sorbona din Paris. 
În 2017 a fost diagnosticată cu cancer ovarian. Pe 13 iunie 2019 s-a stins din viață și a fost înmormântată alături de tatăl ei în Parcul Memorial Gayosso din Naucalpan de Juárez. 

## Carieră
La 4 ani debutează în telenovela „Cosa juzgada", iar la 5 ani, în timp ce urmărea în direct programul Siempre en Domingo, camera de televiziune i-a surprins chipul, făcând posibil să fie remarcată de către Rafael Baledon și Martha Roth, actori care erau în căutarea unei fetițe blonde. La puțin timp s-a integrat în programul pe care aceștia îl înregistrau la momentul respectiv. 
La 8 ani, Edith juca în filmul „El rey de las gorillas" și la 13 ani în „Los ricos también lloran (Și bogații plâng)", unde joacă alături de Veronica Castro. 
În 1993, carieră ei explodează cu rolul din „Inimă sălbatică / Corazon Salvaje”, unde este partenera regretatului Eduardo Palomo. Deși inițial a fost tentată să refuze rolul, fratele ei a convins-o să accepte. „Inimă sălbatică / Corazon Salvaje" devine cea mai iubită telenovelă a tuturor timpurilor, iar celebritatea lui Edith traversează lumea. 
A fost prima „Aventurera” a producătoarei Carmen Salinas în anul 1998, unde a dat viață unei femei ușoare, seducătoare și posesive. 
În 1999, după rolul din „Dragostea invinge”, Edith și-a întrerupt cariera plecând la Paris pentru a studia baletul și limba franceză. De fapt studiile au fost foarte importante pentru  În 2001 revine cu alt rol memorabil în „Salome”. Telenovela ajunge în peste 20 de țări din întreaga lume. 
După ce a refuzat alte roluri în telenovele de duzină, Edith joacă un nou rol principal în „Pădurea blestemată / Mujer de Madera” (2004). Actrița a rămas însărcinată iar rolul său îi revine actriței Ana Patricia Rojo.  
În 2006, Edith revine cu un rol negativ în telenovela „O lume a fiarelor / Mundo de fieras”, unde joacă alături de Gaby Espino și Michelle Vieth.  
La 19 noiembrie 2007, în urma unei vizite scurte în România, a filmat pentru postul de televiziune Acasă TV în telenovelă "Inimă de țigan" (producție Mediapro Pictures), interpretând rolul unei faimoase producătoare care vine în România pentru a se informa asupra obiceiurilor și tradițiilor țiganilor. 
În sezonul de toamnă-iarnă anului 2007 a venit pentru Edith cu un nou proiect - telenovelă „Palabra de mujer", cea mai nouă producție a lui Jose Alberto Castro,  anunțată ca un mare succes. 
În mai 2008 Edith revine pe marele ecran, prin comedia romantică "Deseo", în care joacă alături de actorii Christian Bach și Paola Núñez. Pentru acest film Edith își vopsește părul din blond în șaten. În 2008 este „împrumutată” de Televisa la Telemundo Columbia, unde filmează telenovela "Dona Barbara", interpretând rolul principal, avându-l ca partener pe Christian Meier. Telenovela a cunoscut un real succes în toate țările în care a fost difuzată, astfel că în 2009 Edith este distribuită din nou de Televisa într-o nouă telenovelă, "Cameleones". Tot anul 2009 îi aduce lui Edith rolul principal în serialul de televiziune "Mujeres asesinas", sezonul 2, în primul episod Clara Fantasiosa.
În (2010), Edith a participat la premiera piesei de teatru "Buona noche, mama". În toamna aceluiași an, Edith a întrerupt contractul cu Televisa, semnând cu TV Azteca. Din anul următor (2011), Edith a participat la filmările telenovelei "Cielo Rojo" în care a jucat alături de Mauricio Islas tot alături de Mauricio joacă în 2012 în piesa de teatru "Los arboles mueren de pie".
În 2013 a urmat telenovela "Vivir a Destiempo" în care a jucat alături de Humberto Zurita și Fumazoni, iar în 2014 a filmat alături de Mauricio Islas și Saul Lizaso în noua telenovelă intitulată "Las Bravo" (TV Azteca). În 2016 a jucat în producția americană "Eva La Trailera", iar în 2017 "Un sentimiento honesto en el calabozo del olvido".

## Filmografie

### TV shows
- Los reyes de la pista
- Bailando por un sueño (2005) - membră juriu
- El descuartizador (1991)

### Film
- Mujeres asesinas, sezonul II (episodul 1 - Clara Fantasiosa) (2009)
- Deseo (2008)
- Señorita Justice (2004)
- Salón México (1996)
- Los cómplices del infierno (1994)
- El jugador (1991)
- Atrapados (1990)
- Sentencia de muerte (1990)
- Trampa infernal (1989)
- Pero sigo siendo el rey (1988)
- Adiós lagunilla (1984)
- Fabricantes de pánico (1980)
- Guyana, el crimen del siglo (1980)
- Cyclone (1977)
- El rey de los gorilas (1976)
- Alucarda, la hija de las tinieblas (1975)

### Teatru
- Los arboles mueren de pie (2012)
- Buona noche, mama (2010)
- Las Noches de Aventurera (1998, 2004-2005, 2006-Iunie 2008)

### Telenovelele
• Eva la Trailera (2016)
- Las Bravo (2014)
- Vivir a destiempo (2013)
- Cielo Rojo (2011)
- Camaleones (2009)
- Dona Barbara (2008)
- Palabra de mujer (2007)
- Inimă de țigan = Corazon gitano (2007) - 1 episod, ca Diana de Aragón[3]
- Mundo de Fieras (2006)
- Mujer de Madera (2004)
- Amy, la niña de la mochila azul (2004)
- Salomé (2001)
- Nunca te olvidaré  (1999)
- La jaula de oro (1997)
- La sombra del otro (1996)
- Corazón Salvaje (1993)
- En carne propia (1990)
- Flor y canela (1988)
- Central camionera (1988)
- Rosa salvaje (1987)
- Lista negra (1987)
- Monte calvario (1986)
- Sí, mi amor (1984)
- Bianca Vidal (1983)
- La fiera (1983)
- Chispita (1982)
- El hogar que yo robé  (1981)
- Soledad (1980)
- Ambición (1980)
- Los ricos también lloran (1979)
- Lo imperdonable (1975)
- Los miserables (1973)
- Mi primer amor (1973)
- Lucía sombra (1971)
- El amor tiene cara de mujer (1971)
- Cosa juzgada (1970)

## Legături externe
- Corazon Salvaje Romania Arhivat în 12 aprilie 2016, la Wayback Machine.
- Acasa TV
- Acasa Magazin
- Telemundo - Dona Barbara
- Foro Univisión Corazón salvaje
- Corazón salvaje Argentina Arhivat în 20 februarie 2009, la Wayback Machine.
- Edith González la Internet Movie Database
- Sitio Autorizado de Edith González
- Foro Internacional de Edith González
- Foro Univisión de Edith González
- Fans Club Italia de Edith González
- Edith González la Internet Movie Database
- es  Edith González Cumple 39 años Arhivat în 11 aprilie 2010, la Wayback Machine.
- Edith González at Telenovelas Database